# دولنی ویلیمتش
دولنی ویلیمتش (به چکی: Dolní Vilímeč) یک منطقهٔ مسکونی در جمهوری چک است که در ناحیه ییهلاوا واقع شده‌است. دولنی ویلیمتش ۵٫۴۶ کیلومتر مربع مساحت و ۱۰۱ نفر جمعیت دارد و ۵۳۴ متر بالاتر از سطح دریا واقع شده‌است.